# Jan Żychoń

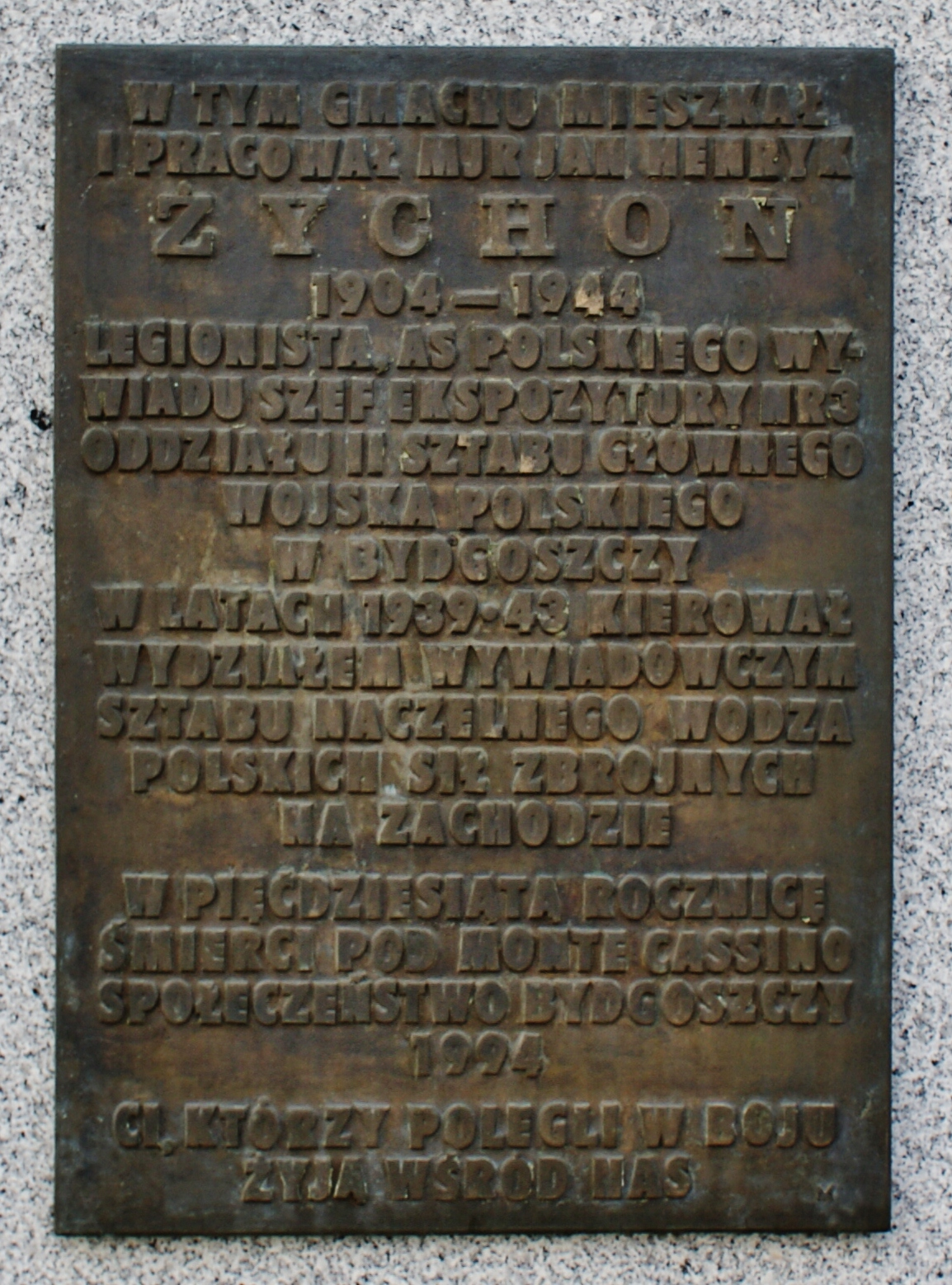
Tablica upamiętniająca działalność mjr. Jana Żychonia w Bydgoszczy

Jan Henryk Żychoń (ur. 1 stycznia 1902 w Skawinie, zm. 18 maja 1944 pod Monte Cassino) – major piechoty Wojska Polskiego, oficer wywiadu wojskowego Oddziału II Sztabu Głównego Wojska Polskiego.

## Życiorys
Jako dwunastoletni chłopak uciekł do Legionów. Początkowo pełnił służbę pomocniczą, a w 1916 r. trafił do kompanii szkolnej. Zwolniony ze służby z powodu stanu zdrowia, po roku ponownie znalazł się w Legionach, wkrótce internowany został przez Austriaków.
W roku 1919 odkomenderowany został do dyspozycji Oddziału II Sztabu Generalnego WP. Uczestniczył w wojnie polsko-bolszewickiej i w powstaniach śląskich.
W 1924 r. był porucznikiem (starszeństwo z dniem 1 czerwca 1919 r. i 482. lokata) w 45 pułku piechoty Strzelców Kresowych. W tym samym roku otrzymał przydział do Oddziału II Sztabu Generalnego, a trzy lata później rozpoczął samodzielną działalność wywiadowczą na terenie Wolnego Miasta Gdańska pod przykrywką referenta w Generalnym Komisariacie RP. Rozbudował i zreorganizował struktury wywiadowcze kierowanej przez siebie, zakonspirowanej w Wydziale Wojskowym wspomnianego komisariatu, Ekspozytury nr 7 Oddziału II Sztabu Głównego Wojska Polskiego. Kierowana przez niego placówka bardziej była znana pod nazwą „BIG” (Biuro Informacji Gdańsk). W tym czasie mieszkał w kamienicy przy obecnej Al. Grunwaldzkiej 117 w Gdańsku. Nie figuruje w Roczniku Oficerskim z 1928 r., natomiast w Roczniku Oficerskim z 1932 r. widnieje jako kapitan Sztabu Głównego WP ze starszeństwem z dniem 1 stycznia 1927 r. i 59. lokatą w korpusie oficerów zawodowych piechoty.
Od stycznia 1930 r. przygotowywał nową placówkę wywiadu Ekspozyturę Nr 3 Oddziału II SG w Bydgoszczy, która powstała z połączenia kadrowego ekspozytur Oddziału II w Poznaniu i Gdańsku. Oficjalnie ekspozytura rozpoczęła swoją działalność dnia 1 lipca 1930 r.
Był organizatorem „Akcji Wózek”. Polegała ona na systematycznej inwigilacji przesyłek pocztowych przewożonych tranzytem koleją z Niemiec do Prus i Gdańska przez polskie Pomorze, tzw. polski korytarz. Agenci i współpracownicy „dwójki" włamywali się do wagonów pocztowych, przeglądali i fotografowali korespondencję, a nawet przewożone tą drogą prototypy broni i sprzętu wojskowego, a następnie powtórnie plombowali worki i wagony podrobionymi pieczęciami.
Raporty Żychonia cieszyły się dużym uznaniem, natomiast jego zachowanie – m.in. publiczne występowanie w mundurze, nadużywanie alkoholu – wywołało negatywne komentarze i budziło niechęć kolegów z Referatu (Wydziału) Wschód.
Na stopień majora został mianowany ze starszeństwem z 1 stycznia 1936 i 63. lokatą w korpusie oficerów piechoty. We wrześniu 1939 r. był odpowiedzialny za wywiezienie i ukrycie archiwów kierowanej przez siebie bydgoskiej Ekspozytury Oddziału II. Jednakże archiwa te zostały odnalezione przez Abwehrę w Warszawie, na terenie Fortu Legionów przy ul. Zakroczymskiej.
Żychoń pojawił się w Paryżu we wrześniu 1939 r., jeszcze przed przyjazdem tam generała Władysława Sikorskiego. Z polecenia generała miano go wykluczyć z działań na czas całej wojny. Został obarczony odpowiedzialnością za katastrofę podporządkowanej mu siatki wywiadu w III Rzeszy. Interweniowali jednak Francuzi (Żychoń miał osobiste powiązania z admirałem Darlanem), pozostały bowiem resztki polskiej siatki wywiadowczej w Niemczech zajmującej się Kriegsmarine, co było w zainteresowaniu szefa admiralicji francuskiej i ludzie, z którymi kontakt osobisty miał wyłącznie Żychoń. W styczniu 1940 r. przekazany został do dyspozycji francuskiego wywiadu morskiego, dostarczał mu informacje od agentów pozostawionych w Niemczech. Jednym z nich był cywilny urzędnik Oberkommando der Kriegsmarine Heinrich Katlewski ps. Viktor. Żychoń zyskał zaufanie generała Władysława Sikorskiego przedstawiając perspektywy rozprawy z przeciwnikami politycznymi Sikorskiego w Oddziale II.
W chwili upadku Francji Żychoń dostał od Francuzów do dyspozycji statek, przybył do Wielkiej Brytanii i uzyskał z kolei opiekę brytyjską. W konsekwencji Żychoń, deklarując osobistą lojalność polityczną wobec Sikorskiego, został mianowany szefem Referatu Zachód Wydziału Wywiadu Sztabu Naczelnego Wodza.
Po śmierci gen. Sikorskiego kpt. Jerzy Niezbrzycki i mjr Tadeusz Nowiński wysunęli przeciw szeregowi podkomendnych Żychonia zarzuty z pogranicza współpracy z Abwehrą. Przeciw Żychoniowi powtórzono wysuwane jeszcze przed wojną oskarżenia o uleganie niemieckim inspiracjom m.in. w sprawie rotmistrza Jerzego Sosnowskiego, a nawet działalność na rzecz Abwehry (w tym w związku z pozostawionymi w Warszawie aktami ekspozytury). Sąd wojskowy Polskich Sił Zbrojnych nie zakwestionował przedstawionych zarzutów, ograniczając się do funkcji rozjemcy. W konsekwencji w połowie lutego 1944 r. Jan Żychoń zrezygnował ze stanowiska. Następnie zgłosił się do służby liniowej, gdzie mianowany został zastępcą dowódcy 13 Wileńskiego Batalionu Strzelców „Rysiów”. Zmarł 18 maja 1944 r., w wyniku odniesionych ran poprzedniego dnia, w bitwie o Monte Cassino. Został pochowany na Polskim Cmentarzu Wojennym na Monte Cassino (taras VIII, sektor E, nr 3; ekshumowany).
Bezpodstawne zarzuty o współpracę Żychonia z Abwehrą pojawiają się do dziś – co zaowocowało „Listem  protestacyjnym w sprawie szkalowania dobrego imienia majora Jana Żychonia” podpisanym przez 27 historyków i znawców tematu.

## Ordery i odznaczenia
- Krzyż Srebrny Orderu Virtuti Militari[12] nr 10086[13]
- Krzyż Niepodległości (6 czerwca 1931)[14]
- Krzyż Kawalerski Orderu Odrodzenia Polski (9 listopada 1931)[15]
- Medal Wojska[16]
- Złoty Krzyż Zasługi (25 maja 1939)[17]
- Srebrny Krzyż Zasługi (3 sierpnia 1928)[18]
- Krzyż na Śląskiej Wstędze Waleczności i Zasługi I stopnia
- Medal Pamiątkowy za Wojnę 1918–1921
- Medal Dziesięciolecia Odzyskanej Niepodległości
- Krzyż Pamiątkowy Monte Cassino nr 15383[16]
- Krzyż Oficerski Orderu Krzyża Orła (Estonia)[19]
- Krzyż Wojskowy (Wielka Brytania)[16]
- Medal Wojny 1939–1945 (Wielka Brytania)[16]
- Gwiazda za Wojnę 1939–1945 (Wielka Brytania)[16]
- Gwiazda Italii (Wielka Brytania)[16]

## Odniesienia w sztuce
- „Akcja Wózek” stała się kanwą scenariusza odcinka 17 serialu telewizyjnego „Pogranicze w ogniu” w reżyserii Andrzeja Konica.